# Sophie-Albertine d'Erbach-Erbach
Sophie-Albertine, comtesse d'Erbach-Erbach, née le 30 juillet 1683 à Erbach et morte le 4 septembre 1742, à Eisfeld, est comtesse d'Erbach-Erbach de naissance et par mariage duchesse de Saxe-Hildburghausen. De 1724 à 1728, elle est régente de cet État de Thuringe.

## Biographie
Sophie-Albertine est la plus jeune fille du général comte Georges-Louis d'Erbach-Erbach (1643-1693) et de son épouse la comtesse Amélie-Catherine de Waldeck-Eisenberg (1640-1697). Elle épouse le 4 février 1704 à Erbach le duc Ernest-Frédéric Ier de Saxe-Hildburghausen. Sophie-Albertine est responsable de l'éducation de leurs enfants parce que son mari est en grande partie à l'extérieur du pays, du fait de sa carrière militaire.
Après la mort de son mari en 1724 Sophie-Albertine devient régente pour son fils mineur, Ernest-Frédéric II de Saxe-Hildburghausen. Elle réussit à réduire la dette nationale par des économies. Une grande partie de la cour est dispersée, et la garde est dissoute. Elle réduit le nombre de taxes de 16 à 8. Dans une tentative pour obtenir de l'argent, elle vend la précieuse bibliothèque ducale.
Après un incendie dans la ville de Hildeburghausen en 1725, elle joue un rôle majeur dans le soutien des personnes touchées. Le hall principal dans le palais d'Hildburghausen est équipé avec une marqueterie avec un dessin en forme d'étoile, au centre de laquelle ont été placées les initiales de la duchesse "SA".
Après que son fils ait pris le gouvernement en 1728, elle se retire dans sa douaire de Eisfeld, où elle est décédée le 4 septembre 1742.

## Descendance
Avec son mari Ernest Frédéric, elle a les enfants suivants :
1. Ernest Louis Hollandinus (Hildburghausen, 24 novembre 1704 – Hildburghausen, 26 novembre 1704) ;
2. Sophie Amélie Élisabeth (Hildburghausen, 5 octobre 1705 – Hildburghausen, 28 février 1708) ;
3. Ernest Louis (Hildburghausen, 6 février 1707 – Hildburghausen, 17 avril 1707) ;
4. Ernest-Frédéric II de Saxe-Hildburghausen (Hildburghausen, 17 décembre 1707 – Hildburghausen, 13 août 1745) ;
5. Frédéric-Auguste de Saxe-Hildburghausen (Hildburghausen, 8 mai 1709 – Hildburghausen, 4 mars 1710) ;
6. Louis-Frédéric de Saxe-Hildburghausen (Hildburghausen, 11 septembre 1710 – Nimègue, 10 juin 1759), marié le 4 mai 1749 à Christine Louise de Holstein-Plön. Ce mariage n'avait pas d'enfant ;
7. Fille Mort-né (Hildburghausen, 2 août 1711) ;
8. Fille Mort-né (Hildburghausen, 24 août 1712) ;
9. Élisabeth-Albertine de Saxe-Hildburghausen (Hildburghausen, 3 août 1713 – Neustrelitz, 29 juin 1761), mariée le 5 mai 1735 à Charles-Louis-Frédéric de Mecklembourg-Strelitz ;
10. Emmanuel Frédéric Charles (Hildburghausen, 26 mars 1715 –  Hildburghausen, 29 juin 1718) ;
11. Élisabeth Sophie (Hildburghausen, 13 septembre 1717 – Hildburghausen, 14 octobre 1717) ;
12. Fille Mort-né (Hildburghausen, 17 mars 1719) ;
13. Georges Frédéric Guillaume (Hildburghausen, 15 juillet 1720 – Hildburghausen, 10 avril 1721) ;
14. Fils Mort-né (Hildburghausen, 15 décembre 1721).